# Ashfield SC
Der Ashfield Sports Club (kurz Ashfield SC) ist ein australischer Sportverein aus Ashfield, einem Vorort der westaustralischen Hauptstadt Perth. Der Klub ist insbesondere für seine Fußballabteilung bekannt, die drei Spielzeiten in der höchsten Spielklasse des Bundesstaates Western Australia verbrachte.

## Geschichte
Der Verein wurde 1972 unter dem Namen Ashfield Dynamo gegründet. 1996 schloss man sich mit Bunbury United zusammen und erreichte 1999 als Ashfield/Bunbury erstmals die höchste australische Spielklasse. Nach dem Abstieg 2000 wurde der Zusammenschluss gelöst und als Ashfield Soccer and Sports Club gelang 2002 für eine weitere Saison die Rückkehr in die Western Australian Premier League. 2011 benannte man sich in Ashfield Sports Club um, um die Offenheit für weitere Sportarten zu betonen. 
2013 zog man als unterklassiger Klub in das Finale des westaustralischen Pokalwettbewerbs ein, unterlag dort aber Bayswater City mit 0:1.